# Dhāna
Dhāna är en ort i Indien.   Den ligger i distriktet Sāgar och delstaten Madhya Pradesh, i den centrala delen av landet, 600 km söder om huvudstaden New Delhi. Dhāna ligger 519 meter över havet och antalet invånare är 10 641.
Terrängen runt Dhāna är platt. Runt Dhāna är det tätbefolkat, med 276 invånare per kvadratkilometer. Närmaste större samhälle är Sāgar, 16,2 km nordväst om Dhāna. I omgivningarna runt Dhāna växer huvudsakligen savannskog.